# Bernard Blangenois
Bernard Blangenois est un écrivain français né en 1948.

## Biographie
Né en 1948, il passe son enfance en Auvergne dans un milieu modeste.
Après des études « peu convaincantes », il obtient un diplôme de technicien forestier, après quoi il exerce divers métiers : dessinateur industriel, éleveur de chèvres, bûcheron, jardinier, ou restaurateur de murs en pierre sèche.
Il s'installe à Saint-Jean-du-Gard en 1981, où il écrit.

## Œuvre
Il privilégie les petites formes, comme le poème ou la nouvelle. Mais au début des années 1990, sur les conseils d'Anne Bragance et Jean-Daniel Baltassat, il passe au roman. Matérialiste et sensualiste, il place sur le même plan coupe du bois et écriture. Préoccupé par les rapports entre langage et réalité, il fait primer la recherche formelle sur le sens. Après une réflexion sur les structures narratives, il se tourne vers la « prose réflexive » et la fable.
Il a notamment publié L'enfance est un éden violent (1993, son premier roman), Une odeur de neige (1997, le deuxième), et Le Roi des orties (2000, un récit initiatique).

## Ouvrages
- Une saison espagnole, Troësnes, Limonaire, coll. « Plein chant », 1977 (BNF 34708489).
- Compagnons fleuris aux bouches amères, Clermont-Ferrand, Theth, 1978 (BNF 34628536).
- Le Royaume du milieu, Bassac, Plein chant, coll. « Multigraphies », 1980 (BNF 34693147).
- Des jeux parmi les arbres, Bassac, Plein chant, coll. « L'Atelier furtif », 1988  (ISBN 2-85452-071-8).
- L'enfance est un éden violent, Paris, Robert Laffont, 1993  (ISBN 2-221-07407-6).
- Une odeur de neige, Paris, Robert Laffont, 1996  (ISBN 2-221-07853-5).
- Le Roi des orties, Paris, Robert Laffont, 2000  (ISBN 2-221-08659-7).
- Peau d'encre, Paris, Robert Laffont, 2001  (ISBN 2-221-09396-8).

## Prix
- Prix Terre de France-La Vie-La Poste 1997 et prix du Lions Clubs 1998 pour Une odeur de neige[5],[6].